# 向原町 (阿南市)
向原町（むかいばらちょう）は、徳島県阿南市の町名。2014年3月31日現在の人口は508人、世帯数は214世帯。郵便番号は〒774-0005。

## 地理
阿南市の北東部に位置し、北境を桑野川が流れ、東は豊益町・福村町、南は畭町・西路見町、西は出来町・黒津地町に接する。北東部には三角状をなす福村漁港があり、漁港に隣接して福村漁協がある。
下ノ浜には八大竜神社があり、昭和44年に豊益地区の住民が当地に団地をつくって移転したときに同時に移転したものである。同神社の境内には塩釜神社・豊益新田に尽くした伊勢家の碑がある。

### 河川
- 桑野川
- 岡川

### 小字
- 天羽畭
- 下ノ浜
- 向原

## 歴史
元は那賀郡富岡町西路見の一部で昭和33年に阿南市が誕生し、現在の町名となる。

## 施設
- 八大竜神社

## 交通

### 道路
都道府県道
- 徳島県道23号富岡港線
- 徳島県道285号戎山中林富岡港線

### 路線バス
徳島バス
- 出来町南
- 向原